# Structure sous-marine cubaine
La structure sous-marine cubaine est un site sous-marin découvert en 2000 au large de la côte de la péninsule de Guanahacabibes dans le Pinar del Río, une Province de Cuba.
Les images sonar ont révélé des structures en pierre présentant certaines particularités géométriques qui ont pu les laisser interpréter comme des ruines d'anciennes constructions humaines.  

## Découverte
Le site a été découvert en 2000, puis exploré au sonar en 2001 par une équipe menée par l'ingénieur maritime Paulina Zelitski et son mari Paul Weinzweig, propriétaires d'une société canadienne spécialisée dans la communication digitale, travaillant sur une mission d'exploration en collaboration avec le gouvernement cubain.
Lors de sa deuxième visite, l'équipe est revenue sur le site avec un véhicule sous-marin télécommandé qui a filmé des images avec sonar interprétées comme diverses structures circulaires faites de blocs de pierre massifs et lisses ressemblant à du granit taillé, situées à des profondeurs comprises entre 600 et 750 m, réparties sur une surface d'environ 20 km2.
Zelitski a déclaré : « C'est une structure vraiment merveilleuse qui ressemble réellement à un grand centre urbain. Cependant, il serait totalement irresponsable de dire ce que c'est avant d'avoir des preuves. »

## Commentaires ultérieurs
Après avoir étudié les images, le rédacteur en chef de National Geographic, John Echave, a déclaré en 2002 : « Ce sont des anomalies intéressantes, mais c'est tout ce qu'on peut dire pour le moment. Cependant je ne suis pas un expert en sonar et jusqu'à ce que nous soyons capables d'aller là-bas pour voir, il sera difficile de caractériser ces formations. » Le professeur d'océanographie Robert Ballard aurait déclaré : « C'est trop profond. Je serais surpris que ce soit humain. Vous devez vous demander : comment c'est arrivé là ? J'ai regardé beaucoup d'images de sonar dans ma vie, et parfois c'est un peu comme regarder une tache d'encre - les gens peuvent y voir ce qu'ils veulent voir. Je vais juste attendre d'avoir un peu plus de données. ». 
Le géologue marin Manuel Iturralde-Vinent (en) a examiné les données recueillies, mais demandé plus d'échantillons avant de tirer des conclusions sur le site. Il a remarqué que si les formes géométriques trouvées étaient jusqu'à présent très inhabituelles, « La Nature est bien plus riche qu'on ne le pense ». Il a estimé qu'il aurait fallu 50 000 ans pour que de telles structures s'enfoncent à la profondeur à laquelle elles auraient été trouvées et a déclaré qu'aucune des cultures connues vivant il y a si longtemps n'aurait eu la capacité de construire de telles structures.
Bien que la découverte initiale ait plus de vingt ans, aucune donnée ultérieure n'est venue confirmer l'existence de ce site, ou enrichir les images prises initialement,.